# سوق الطلبة الشمالية (السواكن)
سوق الطلبة الشمالية هي إحدى مشيخات المملكة المغربية، تتبع جغرافيا لإقليم العرائش وإداريًا لالسواكن. يقدر عدد سكانها بـ 12362 نسمة حسب الإحصاء الرسمي للسكان والسكنى لسنة 2004.